# Ед Ратлефф
Ед Ратлефф (англ. Ed Ratleff, 29 березня 1950) — американський баскетболіст.
Срібний призер Олімпійських Ігор 1972 року.